# Абдуллаева, Рано Хабибовна
Рано Хабибовна Абдуллаева (узб. Raʼno Habibovna Abdullayeva; 16 сентября 1935, Шафирканский район, Бухарская область — 11 января 2025, Ташкент) — советский хозяйственный, государственный и политический деятель.

## Биография
Родилась в 1935 году в Узбекской ССР. Член КПСС. Отец — офицер НКВД.
С 1955 года — на хозяйственной, общественной и политической работе. Защитила кандидатскую диссертацию на тему: «Деятельность комсомола Узбекистана в годы семилетки 1959—1965 гг.» Тема докторской: «Руководство КПСС Советами в условиях развитого социализма».
В 1955—1988 годах — учительница, первый секретарь Шафирканского райкома комсомола, завотделом Шафирканского райкома КП Узбекистана, секретарь, заведующий отделом ЦК ЛКСМ Узбекистана, первый секретарь Самаркандского обкома ЛКСМ Узбекистана, секретарь Самаркандского обкома КП Узбекистана, первый секретарь ЦК ЛКСМ Узбекистана, завотделом культуры ЦК КП Узбекистана, заместитель Председателя Совета Министров Узбекской ССР, секретарь ЦК КП Узбекистана по идеологии.
Арестована в рамках узбекского дела, оправдана.
Избиралась депутатом Верховного Совета СССР 7-го и 8-го созывов, Верховного Совета Узбекской ССР 6-го, 9-го, 10-го и 11-го созывов.
Делегат XXIII, XXIV, XXVII съездов КПСС.
Умерла в Ташкенте 11 января 2025 года в возрасте 89 лет.

## Семья
Внук — Азим Ахмедходжаев. С марта 2023 года — занимает должность Первого заместителя Министра энергетика Узбекистана — Директора Агентства по развитию атомной энергетики.